# Like a Virgin
Like a Virgin é o segundo álbum de estúdio da artista musical estadunidense Madonna. Seu lançamento ocorreu em 12 de novembro de 1984, através das gravadoras Sire Records e Warner Bros. Records. Após o lançamento de seu álbum de estreia homônimo no ano anterior, a cantora queria se solidificar na indústria musical, devido ao sucesso de seu primeiro disco. Ela decidiu tornar-se uma das produtoras musicais de seu segundo trabalho, porém a Warner Bros. não estava pronta para lhe conceder a liberdade artística que queria. Nile Rodgers foi selecionado como o produtor principal do projeto pela própria intérprete, devido ao seu trabalho no disco Let's Dance (1983), de David Bowie.
Like a Virgin foi gravado no estúdio Power Station Studio em um ritmo rápido. Rodgers contou com a ajuda de seus antigos companheiros da banda Chic, nomeadamente Bernard Edwards, que tocava baixo, e Tony Thompson, que tocava bateria; eles apareceram em diversas faixas do álbum. O produtor decidiu ser o guitarrista do trabalho, porém Edwards lhe pediu para desempenhar esse cargo, em troca de sua ajuda. Jason Corsaro, engenheiro de áudio do projeto, convenceu Rodgers a usar a gravação digital, uma técnica introduzida na época. A capa e as imagens do encarte de Like a Virgin foram fotografadas por Steven Meisel. Madonna queria que o título e a capa do álbum fizessem uma ligação provocante entre o nome religioso Madonna — título dado para Maria, mãe de Jesus — e o conceito cristão do nascimento virgem. O trabalho foi relançado mundialmente em 1985, com a inclusão de "Into the Groove" como faixa bônus. Em 2001, foi distribuída uma versão remasterizada do material, apresentando dois remixes como faixas bônus.
Like a Virgin não é considerado um afastamento musical de Madonna, porém a cantora sentiu que o material era mais forte. Juntamente a Rodgers, Madonna também colaborou com seu então namorado Stephen Bray, com quem co-compôs diversas faixas do álbum. Suas canções são derivadas do dance-pop com influências do new wave, e tratam de assuntos variados, como o amor e o materialismo. Like a Virgin recebeu análises geralmente positivas da mídia especializada; embora tenham prezado sua produção e sua composição, resenhadores criticaram suas letras. Comercialmente, foi o primeiro disco de Madonna a obter sucesso internacional e liderou tabelas musicais de diversos países ao redor do mundo, como  Alemanha, Espanha, Nova Zelândia e Reino Unido. Nos Estados Unidos, foi o primeiro álbum da cantora a culminar na Billboard 200 e recebeu uma certificação de diamante (10x platina) pela Recording Industry Association of America (RIAA), devido às vendas de dez milhões de cópias no país. Mundialmente, comercializou cerca de 21 milhões de unidades, tornando-se um dos álbuns mais vendidos de todos os tempos.
Cinco singles foram lançados do disco, com a faixa homônima, "Material Girl" e "Into the Groove" tornando-se sucessos internacionais, sendo que a primeira citada foi o primeiro número um de Madonna na Billboard Hot 100. Para promover o álbum, a cantora apresentou-se em premiações e programas televisivos, lançou a coletânea de vídeos Madonna e embarcou em sua primeira turnê, The Virgin Tour, que visitou o Canadá e os Estados Unidos ao longo do ano de 1985. Like a Virgin alcançou significância como um artefato cultural dos anos 80. A artista provou que não era uma cantora de apenas um sucesso e foi capaz de estabelecer uma grande permanência no mundo musical. Suas canções, nomeadamente "Like a Virgin" e "Material Girl", tornaram-se destaque de críticas de conservadores e de imitações das mulheres mais jovens. 

## Antecedentes e desenvolvimento

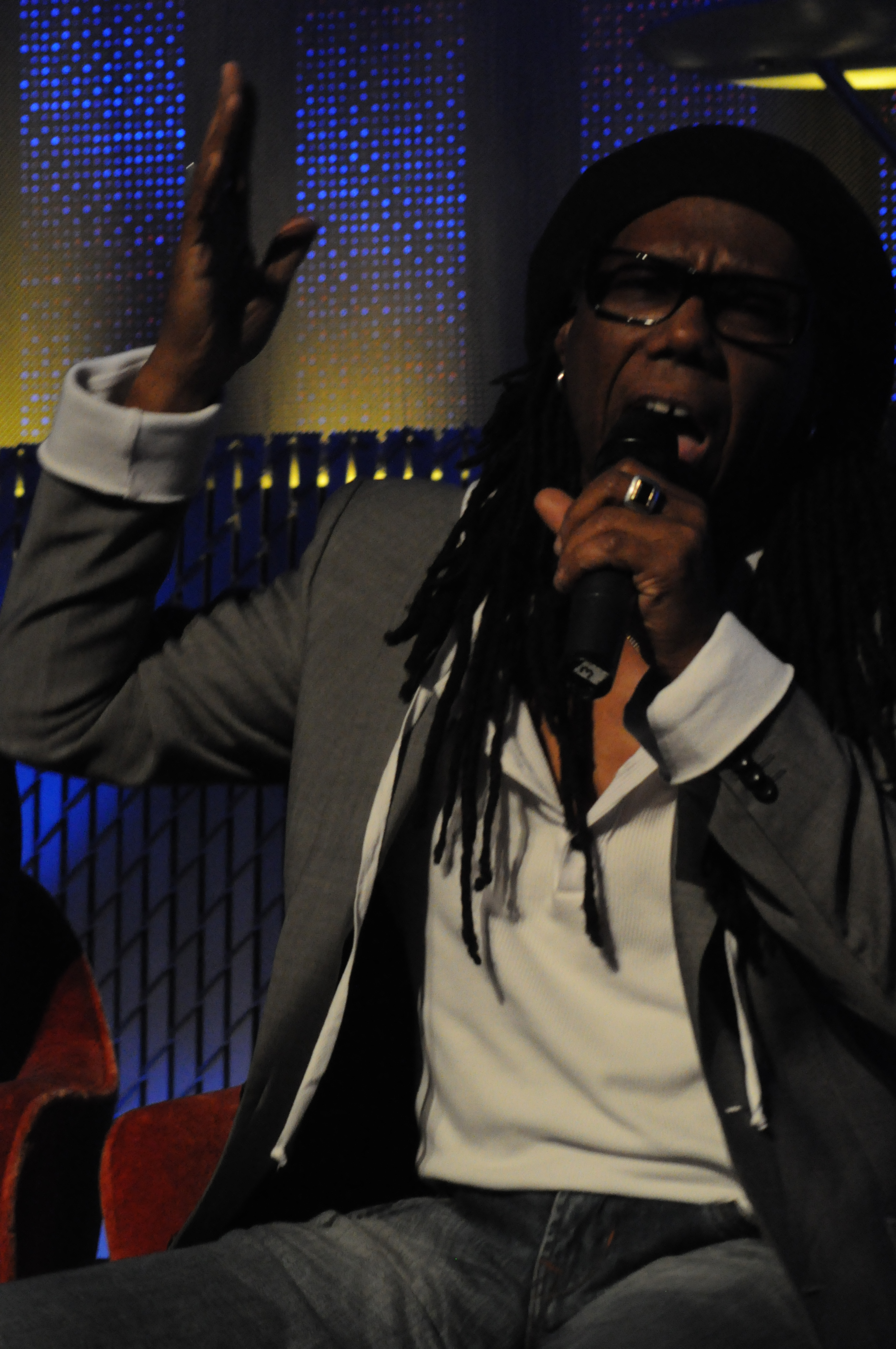
Nile Rodgers (imagem) foi selecionado por Madonna como o produtor de Like a Virgin devido ao seu trabalho com David Bowie no álbum Let's Dance (1983).

Ex-dançarina e figura presente nas boates nova-iorquina, Madonna Louise Ciccone tornou-se conhecida mundialmente simplesmente como Madonna com o lançamento de seu álbum de estreia homônimo em 1983. Apoiado por canções de sucesso como "Holiday", "Borderline" e "Lucky Star", o disco foi um dos mais vendidos naquele ano e ajudou a musicista a se tornar uma das artistas revelações mais interessantes dos anos 1980. Quando começou a trabalhar em seu segundo álbum, Madonna sentiu que seu trabalho anterior havia obtido sucesso em introduzi-la na personalidade de "rainha da dança de rua", e queria se solidificar na indústria musical baseando-se nesse conceito. Ela disse: "Meu trabalho, minha dedicação — a obsessão em lançar Madonna — valeu a pena. Estava na hora [certa] de solidificar meu futuro [musical]". Em Like a Virgin, Madonna queria se tornar uma das principais produtoras musicais, sentindo que precisava controlar os diversos aspectos de sua música. Ela acreditou que depender de um produtor particular em seu álbum não era algo que lhe convinha. A artista disse: "Eu aprendi minha lição enquanto criava meu álbum de estreia, e o jeito como [Reggie] Lucas me deixou sozinha com o projeto, [faz com que] você não possa acreditar nos homens", referindo-se ao incidente que ocorreu durante a produção de Madonna, quando certas diferenças de opinião entre ela o produtor Reggie Lucas fez com que ele abandonasse o projeto. Entretanto, a Warner Bros. não estava pronta para lhe dar a liberdade artística que queria. Em sua biografia escrita pelo autor J. Randy Taraborrelli, Madonna disse:
| “ | A Warner é uma hierarquia de homens velhos e é um ambiente chauvinista de se trabalhar, porque eles me tratam como uma "garotinha sensual". Eu tive que provar que eles estavam errados, o que significava não apenas convencer a mim mesma e aos meus fãs, mas também convencer minha gravadora. Isso é algo que acontece quando você é uma garota. Isso não aconteceria com Prince ou Michael Jackson. Eu tive que fazer tudo do meu jeito, e foi difícil tentar convencer às pessoas de que eu valia um contrato discográfico. Depois disso, eu tive os mesmos problemas tentando convencer a gravadora de que eu tinha mais a oferecer do que ser apenas uma cantora de um só sucesso. Eu tinha que vencer essa batalha. | ” |

Mais tarde, Nile Rodgers foi selecionado por Madonna como o produtor do álbum, com a aprovação dos executivos da gravadora. Ela escolheu Rdogers principalmente devido ao seu trabalho como integrante do Chic, uma banda dos anos 1970, além de sua então recente produção com David Bowie em seu disco Let's Dance (1983). Sobre a escolha, a cantora comentou o seguinte: "Quando eu estava fazendo o disco, eu fiquei muito assustada e feliz [ao mesmo tempo] em trabalhar com Nile Rodgers. Eu adorava Nile por causa de todas as coisas [que ele fez] com o Chic. Eu não pudia acreditar que a gravadora me deu o dinheiro [necessário], então eu pude trabalhar com ele". Rodgers respondeu que ele viu Madonna pela primeira vez em uma boate pequena em Nova Iorque, no ano de 1983. Em uma entrevista para a Time, ele explicou: "Eu fui à boate para assistir outra mulher cantar, mas quando eu estava lá, Madonna estava no palco. Eu amei sua presença de palco e então nós nos encontramos depois [daquela performance]. Eu continuei pensando: 'Puxa, ela é uma estrela', mas ainda não era na época. Eu sempre quis trabalhar com ela e Like a Virgin parecia a oportunidade perfeita".

## Gravação
Madonna é muito sorrateira quando se trata de conseguir o que quer. Até certo ponto, ameacei abandonar o projeto porque ela supostamente tratou um assistente de estúdio com grosseria, algo que não aprovo. Na verdade, eu estava no elevador quando ela entrou, sorriu para mim e disse: 'Nile, quero saber uma coisa: isso significa que você não me ama mais?' e então nós dois começamos a rir. Então percebemos o quão ridículos éramos. Isso foi tudo. Não tivemos uma briga séria depois disso.

—Rodgers falando sobre trabalhar com Madonna.
Like a Virgin foi gravado no estúdio Power Station Studio em Nova Iorque, em um ritmo rápido. Rodgers contou com a ajuda de seus ex-companheiros de Chic, nomeadamente Bernard Edwards, que era o baixista, e Tony Thompson, que era o baterista; eles apareceram em diversas faixas do álbum. O produtor decidiu ser o guitarrista, porém Edwards lhe pediu para desempenhar este papel, em troca de sua ajuda. As sessões de gravação não iniciavam-se até a tarde, já que Rodgers, que frequentava festas noturnas, não estava acostumado a trabalhar de manhã. Esses atrasos causaram dificuldade para Madonna, que respondeu que costumava "ir para o clube de natação no Upper West Side e nadar, e caminhar de lá para o estúdio de gravação. Para mim, foi impossível chegar lá de manhã". Rodgers disse que a cantora era muito trabalhadora e incrivelmente tenaz. Ele comentou: "Eu sempre me impressiono pelo incrível julgamento de Madonna quando se trata de fazer discos pop. Eu nunca vi ninguém fazer [álbuns pop] melhor [do que ela], e essa é a verdade. Quando fizemos esse álbum, foi a união perfeita, e eu sabia disso desde o primeiro dia [em que estava] no estúdio. Sabe, aquilo entre nós foi sexual, apaixonante, criativo [...] foi pop".
Jason Corsaro, engenheiro de áudio de Like a Virgin, convenceu Rodgers a usar a gravação digital, uma técnica introduzida na época que fez Corsaro acreditar que seria o futuro da gravação. Para ter certeza de que tal daria certo, ele usou o gravador de fita digital de 24 faixas Sony 3324 e o gravador de duas faixas Sony F1 durante a mixagem das canções. A artista gravou as partes principais das músicas em uma pequena sala de madeira e com piano, situada no último andar e na parte de trás do Studio C, também conhecida como a "sala R&B" do Power Station. Jason então colocou um painel para isolar o som ao redor dela enquanto usava a parte superior de um microfone estéreo AKG C24, com um pré-amplificador de microfone Schoeps e um equalizador Pultec. Uma vez que as faixas foram aprovadas por todos, Robert Sabino adicionou os teclados, tocando principalmente um Sequential Circuits Prophet-5, bem como partes do piano Rhodes e do piano acústico, enquanto Rodgers também tocou um synclavier. Embora não tenha sido obrigada, Madonna esteve presente nas sessões de gravação e no processo de mixagem. Corsaro comentou: "Nile estava lá na maior parte do tempo, mas ela [Madonna] sempre estava lá. Ela nunca saía".

## Capa e título

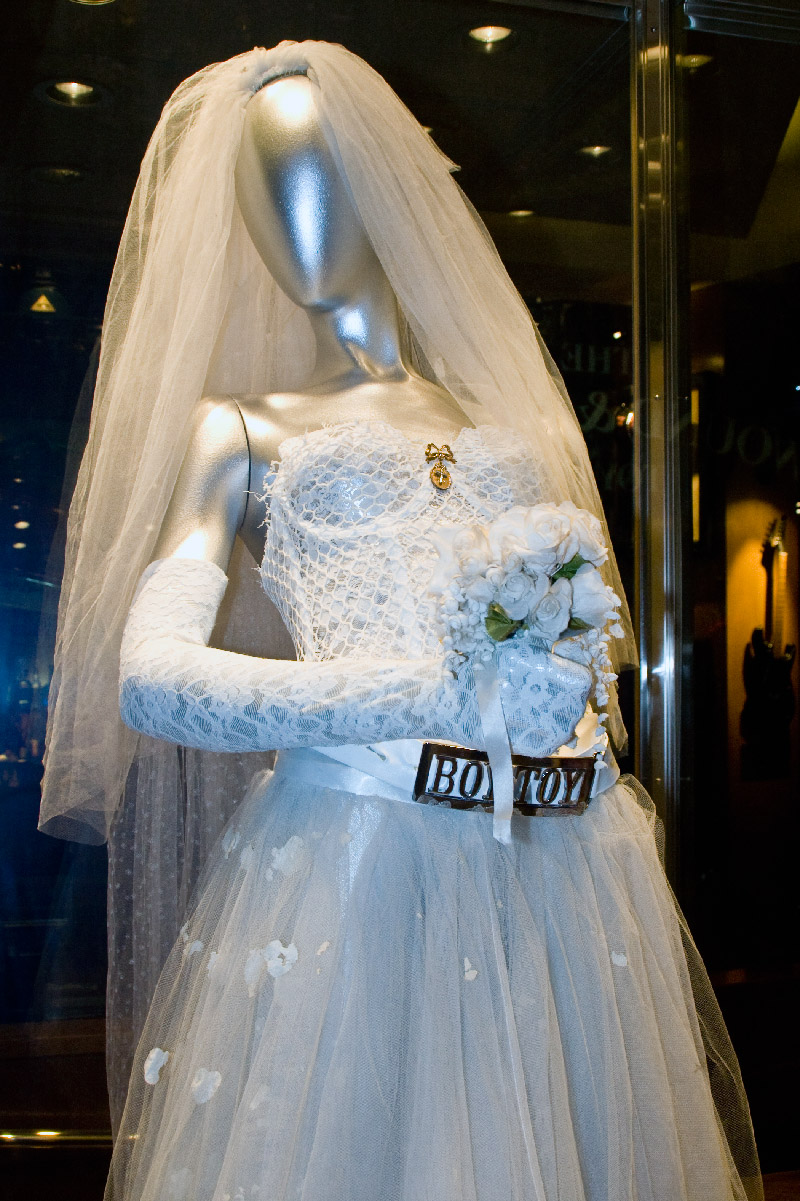
O vestido usado na capa do álbum está exposto no Hard Rock Cafe em Miami.

A capa de Like a Virgin e as fotos que ilustram seu encarte foram tiradas por Steven Meisel, que viria a se tornar um frequente colaborador de Madonna, em uma suíte no St. Regis Hotel. A intérprete queria que o título do álbum fizesse uma ligação provocativa entre seu próprio nome religioso — Madonna é o título que os católicos usavam para se referir à Maria, mãe de Jesus —  e a crença cristã da Imaculada Conceição. Com a faixa-título aludindo-se a este conceito, ela queria que a capa também demonstrasse essas mensagens contraditórias. O autor Graham Thompson descreveu a capa da seguinte forma: "Reclinada sobre um lençol de cetim, com um buquê em seu colo e usando um vestido de noiva, uma inspeção mais detalhada revela que a imagem de Madonna é altamente fetichista e sexual". Ele acrescentou que a maquiagem pesada, os lábios em forma de selinho e o cabelo despojado, juntamente com o busto justo e as luvas compridas, faziam de Madonna uma figura não de ingenuidade, mas de malícia. Este ponto, segundo Thompson, é ainda mais enfatizado pelo cinto usado, o qual apresenta as palavras "Boy Toy". Thompson concluiu: "A imagem era ambígua e se baseava no fato de que o apelo de Madonna naquele momento de sua carreira não era apresentar-se como um objeto de desejo, mas como uma mulher desejável".
Stephen Thomas Erlewine, do portal Allmusic, comentou que a "capa fotografada por Steven Meisel [...] foi como uma chave para a reinvenção dela, [assim] como a música do álbum em si". William McKeen, autor de Rock and roll is here to stay: an anthology, sentiu que a imagem era outro mecanismo e testamento ao fato de que Madonna era a última palavra em termos de moda para mulheres e jovens garotas daquela era — considerada por ele o "epítome do legal". A figurinista Arianne Phillips falou sobre o estilo adotado pela cantora para Like a Virgin: "Esse foi um dos momentos mais chocantes, libertadores e influentes na história da cultura pop/da moda. [...] A moda nunca mais foi a mesma". Madonna declarou: "Eu sempre gostei de interpretar o gato e o rato com os estereótipos convencionais. A capa do meu álbum Like a Virgin é um exemplo clássico. As pessoas estavam pensando em quem eu estava tentando ser — a virgem Maria ou uma vadia? Essas eram as duas extremas imagens de mulheres que eu conheci vividamente e me lembro desde a infância, e eu queria brincar com elas. Eu queria ver se poderia misturar a virgem Maria e a vadia como um todo. A foto era um testamento de independência, 'Se você quiser ser uma virgem, seja bem vida. Mas se você quiser ser uma vadia, é seu direito ser uma".

## Estrutura musical
Like a Virgin é um álbum muito mais forte e agressivo do que o primeiro. As canções daquele [disco] eram muito fracas. Nesse, eu escolhi todas as músicas e queria que todas fossem sucessos — sem [músicas para] preencher [o disco]. Por isso, eu fiz músicas vindas de outros [compositores], bem como seis de minha própria autoria. (...) Eu queria que cada faixa fosse forte.

—Madonna comentando sobre as canções de Like a Virgin.
De acordo com Taraborrelli, "a energia colaborativa entre Madonna e Rodgers — ela querendo ficar famosa com um segundo álbum que fosse bem sucedido e ele querendo ser o produtor que desse tal para ela  — dirigiram a produção de Like a Virgin com grande precisão". Madonna também colaborou com seu ex-namorado Stephen Bray, com quem compôs muitas das canções. Refletindo sobre a composição musical do produto, Bray notou: "Eu meio que já deixava a caixa torácica e o esqueleto das canções prontos — ela chegava para cuidar das últimas coisas, como as sobrancelhas e o corte de cabelo". A faixa de abertura "Material Girl" foi escrita por Peter Brown e Robert Rans. A cantora explicou que o conceito da música era semelhante à situação de sua vida na época. De acordo com ela, a obra era provocante, o que a fez atrair-se por ela. Musicalmente, incorpora elementos dos estilos dance-pop e new wave e consiste em arranjos de sintetizadores, com uma voz robótica repetindo o gancho; "Vivemos num mundo materialista". Suas letras são um hino ao materialismo em que Madonna declara que prefere ter uma vida cheia de luxos em vez de relacionamentos amorosos, já que as joias duram mais que os homens. Composta pela cantora e Bray, "Angel" é o tema seguinte. Foi um dos primeiros a serem desenvolvidos para o projeto e, segundo a intérprete, foi inspirado por uma uma mulher que se apaixona pelo anjo que a salvou em determinada situação. É constituída por um gancho ascendente de três acordes, que serve como as estrofes e o refrão e possui harmonias vocais sob o refrão principal; seu conteúdo lírico reitera a imagem angelical do salvador de Madonna.

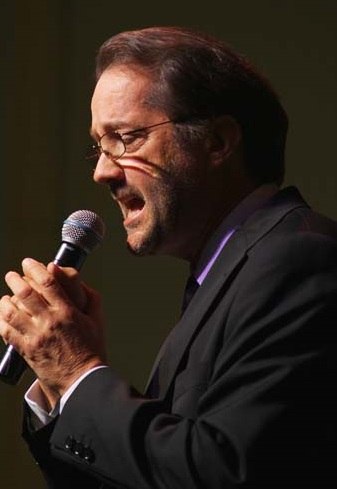
Tom Kelly (foto), um dos autores de "Like a Virgin".

A faixa-título foi escrita por Billy Steinberg e Tom Kelly e, segundo o primeiro, foi inspirada por suas experiências pessoais com o amor. A canção foi selecionada para Madonna após uma demo cantada por Kelly ser ouvida por Michael Ostin, da Warner Bros. Records. Entretanto, Rodgers inicialmente sentiu que a obra não tinha um gancho bom o suficiente e que não seria adequada para a cantora, mas mudou de ideia depois que o gancho grudou em sua mente. Ele creditou a intérprete por reconhecer o potencial da canção: "Eu pedi desculpas a ela [...] e disse: 'Sabe, se é tão cativante ao ponto deu ficar com isso na minha cabeça por quatro dias, então algo [de especial] deve ter. Então vamos lá". "Like a Virgin" é uma canção dance-pop composta por dois ganchos. A voz de Madonna é ouvida em um registro alto enquanto um arranjo contínuo de bateria é ouvido ao longo da linha do baixo. Em seu livro The Complete Guide to the Music of Madonna, o autor Rikky Rooksby apontou que as letras da canção são ambíguas e contêm duplos significados. Em termos sexuais, podem ser interpretadas de maneiras diferentes por pessoas diferentes. Porém, pode-se dizer que, é uma ode a um amante que a faz sentir-se 'renovada' após um encontro sexual. Em "Over and Over", Madonna canta sobre a persistência e a resiliência necessárias para ter sucesso. Ela mostra que é bem-sucedida e destemida por nunca desistir, e resistir às críticas. Admite que não perde tempo com coisas que não são importantes, pois só pensa em chegar ao objetivo final. O número é instrumentalmente formado por baterias e sintetizadores, apresentando uma progressão harmônica de três acordes.
Um momento emocionante ocorreu no estúdio quando a cantora regravou "Love Don't Live Here Anymore" (1978), de Rose Royce. Rodgers lembrou: "Madonna nunca havia se apresentado com uma orquestra ao vivo antes. Eu já estava bastante acostumado em fazer tudo ao vivo, então apenas disse, 'Madonna, vá até lá, cante e nós vamos segui-la'. Ela ficou inicialmente hesitante, mas a gravação ao vivo acabou rendendo momentos memoráveis. Ela cantou, ficou cheia de emoções e começou a chorar, mas eu a mantive na gravação". A canção apresenta os vocais da artista acompanhados por violões e cordas sintetizadas, com Thompson tocando a bateria na segunda estrofe. Perto do final, ela entoa uma voz similar à de uma cantora soul. Em seu lirismo é transmitida a ideia de vazio no seu estado de espírito, daí o título ser "Love Don't Live Here Anymore", ou seja, o amor já não "vive" aqui – na relação em questão. "Into the Groove" é a sexta faixa, contida apenas no relançamento de 1985 do trabalho. Madonna se inspirou nas pistas de dança para a concepção da obra, elaborando-a enquanto observava um homem porto-riquenho bonito em sua janela. Tendo originalmente composto-a para seu amigo Mark Kamins, ela decidiu utilizá-la na trilha sonora de seu filme Desperately Seeking Susan (1985). Ao contrário das outras músicas do disco, esta foi gravada nos Sigma Sound Studios e produzida por Madonna e Bray. A amiga da cantora, Erika Belle, esteve presente na gravação e acompanhou todo o processo. Para a biografia da intérprete feita por Andrew Morton, Belle notou que Bray enfrentou dificuldades com a ponte da canção em um momento da gravação, já que a melodia desenvolvida por ele não estava se encaixando com o resto da composição. Sem se deixar abater pelas dificuldades, Madonna pegou o microfone e cantou as palavras; "Viva a sua fantasia aqui comigo". O problema foi resolvido; Belle comentou que a canção "parecia ter vindo de dentro dela" e ficou "impressionada". A instrumentação do número é formada por bateria, percussão, congas e assobios, com a voz de Madonna sendo duplicada no refrão. As letras são simples e escritas como um convite para dançar com a cantora, com significados sexuais e duplos.

"A pista de dança foi um lugar meio mágico para mim. No começo eu queria ser dançarina, o que tinha muito a ver com a música. A liberdade que sempre senti quando danço, aquela sensação de habitar o seu corpo, se deixar levar e se expressar com a música. Sempre pensei nele como um lugar alucinógeno, mesmo sem tomar ecstasy. Essa foi minha principal inspiração para 'Into the Groove'."

—Madonna falando sobre as principais inspirações por trás de "Into the Groove".
"Dress You Up" foi a última faixa a ser adicionada ao álbum, por ter sido tardiamente enviada pelos compositores Andrea LaRusso e Peggy Stanziale. Embora Rodgers tenha a rejeitado por não ter tempo para compor uma melodia e gravá-la para o disco, Madonna insistiu que ela fosse incluída em Like a Virgin, já que particularmente gostou de suas letras. É uma faixa dance-pop guiada por batidas de bateria, e inclui instrumentação de guitarras e vocais de um coral. Em oposição à anterior, possuí como tema o desejo sexual, mas de uma forma metafórica, relacionando o ato de vestir com os atos íntimos. "Shoo-Bee-Doo" contém homenagem à música da Motown. Iniciando-se com uma lenta introdução, é uma obra do gênero doo-wop similar aos trabalhos de grupos dos anos 1960 como The Shirelles e The Crystals. O solo de saxofone é tocado por Lenny Pickett. Liricamente, a cantora incentiva o ouvinte a dançar com ela e sentir a liberdade e a magia que envolve a pista de dança. "Prentender" começa com o refrão e logo muda-se para as estrofes, e conta a história de um homem que brinca com os sentimentos das mulheres. Com isto, Madonna ganha confiança e passa a brincar com os dele. "Stay", a última música do projeto, usa ritmos triplos e vocais duplos. Inclui um ruído similar à alguém mexendo em um microfone, e uma sequência falada que desaparece gradualmente ao final. Ao oposto da anterior, aborda um amor intenso que está sempre no pensamento da artista. No entanto, passaram por discussões, então surge a súplica para que continuem juntos, pois a dor da separação seria insuportável. Espera conseguir trazer o amor de volta para a relação.

## Crítica profissional
Like a Virgin recebeu análises geralmente positivas da mídia especializada; embora tenham prezado sua produção e sua composição, resenhadores criticaram suas letras. De acordo com a revista Q, o álbum foi o que "impulsionou [Madonna] para o estrelato — e com razão. As músicas são inteligentes, engraçadas, sexys e irresistíveis". Taraborrelli o considerou o trabalho que a refletiu "como uma artista mais versátil e artística e seus vocais neste disco são reflexivamente mais nítidos em contraste com seus primeiros trabalhos na indústria da música". Dando cinco estrelas e meia de cinco atribuíveis, Stephen Thomas Erlewine, do banco de dados Allmusic, avaliou: "No geral, o álbum entrega menos do que a soma de todas as suas partes — parcialmente devido ao fato de que os singles são muito bons, mas também porque no primeiro disco a artista nos surpreendeu com estilo e uma certa alegria. Aqui, os cálculos são aparentes e, embora isso seja parte da essência de Madonna — até mesmo algo que a torna divertida —, desequilibra um pouco demais o seu restante para que seja consistente, mesmo que isso justificadamente tenha feito dela uma estrela". Debby Miller, da Rolling Stone, expressou preferência pelo trabalho de estreia da artista à Like a Virgin. A recepção de Robert Christgau, do The Village Voice, também foi morna em relação ao projeto, escrevendo "[Madonna] está tão segura de si que está pedindo a homens e mulheres que fiquem excitados com a imagem de vadia que ela vende mesmo enquanto acena para a linha da sinceridade, onde superestrelas antigas exercem seu apelo. E para tornar a música menos mecânica, ela contratou Nile Rodgers, a quem não culpo por torná-la menos cativante".
| Críticas profissionais        | Críticas profissionais |
| Avaliações da crítica         | Avaliações da crítica  |
| Fonte                         | Avaliação              |
| ----------------------------- | ---------------------- |
| AllMusic                      | [ 8 ]                  |
| Blender                       | [ 35 ]                 |
| Christgau's Record Guide      | B                      |
| Entertainment Weekly          | A                      |
| Q                             | [ 32 ]                 |
| Rolling Stone                 | [ 33 ]                 |
| The Rolling Stone Album Guide | [ 38 ]                 |
| Slant                         | [ 39 ]                 |
| Spin Alternative Record Guide | 9/10                   |

Resenhando para a Entertainment Weekly, Jim Farber atribuiu ao álbum uma nota A, avaliando que "além de aumentar a imagem promíscua de Madonna com músicas como a faixa-título, Like a Virgin foi o berço de uma série de sucessos dos anos 1980 ("Dress You Up") escritos para transcender a era Dinastia". Alfred Soto, em uma crítica para a revista Stylus, emitiu ao conjunto quatro estrelas e meia de cinco e relembrou a primeira vez que ouviu as canções contidas nele, dizendo: "Muitos críticos acham que algo semelhante aconteceu quando Madonna sucedeu sua estréia auto-intitulada com Like a Virgin, dirigida por Nile Rodgers, com todos os arranjos altamente calculados em comparação com a 'paixão sincera' de sua estreia. Isto não tem sentido; ignora a maneira como a artista fundiu as noções de espontaneidade e cálculo". Leo Tassoni, autor da biografia de Madonna, afirmou que com o álbum a artista demonstrou sua facilidade e maestria com todos os tipos de sons e materiais, e seu amplo leque de possibilidades no mundo da música". Sob a mesma ótica, Cleber Facchi, do site brasileiro Música Instantânea, o definiu como "musicalmente amplo em relação ao trabalho lançado um ano antes", reiterando que "mostra a versatilidade da artista quanto compositora, discutindo sexualidade, consumo, medos e relacionamentos fracassados a cada nova curva do disco".
Com uma voz forte que é tímida e também sem-vergonha, o canto de Madonna nos leva de volta à tradição dos grupos femininos de rock and roll que precederam os Beatles. Mas enquanto esses grupos, de The Shirelles a The Ronettes, elogiavam fielmente os carros, penteados e poses rebeldes de seus namorados, a perspectiva de Madonna é decididamente mais egocêntrica. Em questões de amor, ela é um comprador de comparação e tem um senso muito ousado de seu próprio valor no mercado. As palavras "brilhante e novo" descrevem não apenas a forma como a cantora de amor e ódio se sente na faixa-título, mas também o som de todo o álbum.
— Stephen Holden, em sua crítica para o The New York Times.
Matt Damsker, do Los Angeles Times, notou em sua resenha que "o vibrato pulsante de Madonna às vezes a faz soar tão robótica no álbum". Lou Papineau, enquanto escrevia para o The Providence Journal, analisou que em Like a Virgin a cantora "prova que ela é superficial, mas corajosa". Óscar García Blesa, da revista espanhola Efe Eme, sustentou que "Madonna e Rodgers reúnem um conjunto de canções imbatíveis [...] um disco redondo concebido sem qualquer humildade para a conquista do planeta e certificam definitivamente que o seu primeiro disco não foi um produto do acaso". Também escrevendo para a Slant, Sal Cinquemani fez uma avaliação positiva dizendo que, "embora não seja tão inovador quanto sua estreia, Like a Virgin continua sendo um dos artefatos pop mais definitivos da indulgente era [Ronald] Reagan. A balada de tempo médio "Shoo-Bee-Doo" e a comovente regravação de "Love Don't Live Here Anymore", originalmente de Rose Royce, provaram que Madonna poderia produzir mais do que apenas os sucessos do momento, enquanto que a doce 'Angel' e a irresistível 'Dress You Up' contribuíram para a lista de recordes da cantora. [...] A infusão retrô de 'Stay' e a percussão de 'Over and Over' são as pérolas escondidas do álbum". Ed Stevenson, da revista Pepole, comentou que "o que Madonna faz tem um senso de humor, embora [aqui] ela esteja enterrada sob tantas camadas de autoparódia que às vezes é difícil de identificar [...] Ela é apoiada pelo toque rítmico confiável do veterano Nile Rodgers, cujas contribuições ajudaram a criar uma obra com preenchimentos toleráveis". Hugo Mistry, do jornal The Chicago Tribune, considerou "Like a Virgin a grande descoberta da artista, onde ela "brinca com sua excentricidade autoconsciente com uma série de faixas dançantes provocativas, letras cativantes e vídeos picantes". Em uma crítica menos positiva, Graham Gremore da revista Queerty avaliou-o como "uma extensão de seu trabalho anterior, só que sem tantas músicas boas". Por fim, a equipe editorial da revista inglesa Gay Times argumentou que, embora fosse um "clássico", faltava a inovação e a direção de seus trabalhos posteriores.

## Promoção

### Singles

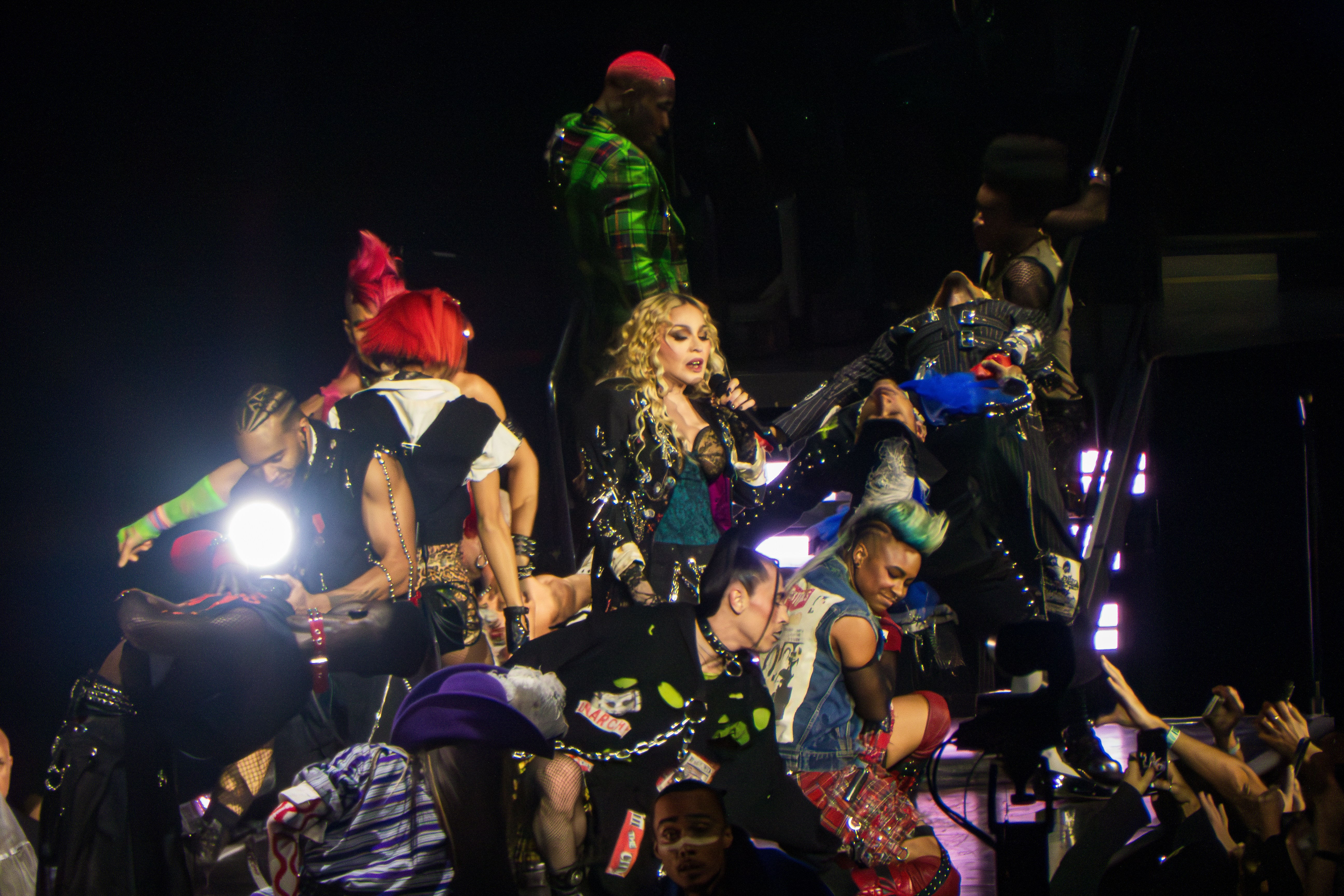
Madonna cantando "Into the Groove" durante um dos shows da The Celebration Tour (2023-2024).

Para a promoção de Like a Virgin, foram retiradas de seu alinhamento cinco faixas para tornarem-se singles oficiais e promocionais . O primeiro deles, a canção homônima foi lançada como música de trabalho em 6 de novembro de 1984, seis dias antes do lançamento do álbum. Recebeu críticas positivas de críticos contemporâneos e de sua época de lançamento, que a consideraram uma das músicas mais marcantes de Madonna. Foi seu primeiro lançamento a alcançar a liderança na Billboard Hot 100 e obteve a mesma posição nas paradas da Austrália e Canadá, além de alcançar o top cinco na Alemanha e Reino Unido. Além disso, recebeu uma certificação de ouro emitida pela Recording Industry Association of America (RIAA) em 10 de janeiro de 1985 detonando um milhão de cópias comercializadas nos Estados Unidos. Seu videoclipe retrata a cantora navegando por Veneza em uma gôndola e também andando por um palácio, usando um vestido de noiva. Alguns estudiosos destacaram a interpretação da artista como uma mulher sexualmente independente, compararam o homem com uma máscara de leão a São Marcos e atribuíram o erotismo do vídeo à vibração da cidade em que foi filmado.
"Material Girl" foi lançado como o segundo single do disco, cujo lançamento ocorreu em 30 de janeiro de 1985. Os críticos da época e da atualidade comentam com frequência que essa e "Like a Virgin" são as músicas que fizeram de Madonna um ícone. Comercialmente, obteve resposta positiva nas paradas, alcançando o terceiro lugar no Reino Unido e os dez primeiros na Austrália, Canadá e Espanha. Na Billboard Hot 100, atingiu o segundo lugar e se tornou seu terceiro tema a estabelecer-se nos cinco primeiros lugares. Seu vídeo musical é uma emulação da apresentação de Marilyn Monroe interpretando a canção "Diamonds Are a Girl's Best Friend", presente no filme Gentlemen Prefer Blondes (1953). As cenas de Madonna são intercaladas com tomadas de um diretor de Hollywood tentando conquistar o coração de uma atriz, interpretada pela própria intérprete. Ao descobrir que, ao contrário do que a canção diz, a jovem não está impressionada com dinheiro e presentes caros, o rapaz finge ser pobre e consegue levá-la para um encontro.

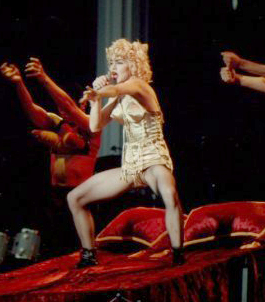
Madonna cantando "Like a Virgin" na Blond Ambition World Tour (1990), onde simulava masturbação no palco. O Vaticano chamou a turnê de "um dos shows mais satânicos da história da humanidade".

"Angel" foi divulgada como o terceiro foco de promoção do registro em 10 abril de 1985. A música recebeu avaliações mistas dos críticos: alguns a consideraram um clássico, enquanto outros acharam que ficou aquém do padrão de qualidade das músicas da cantora. Tornou-se o quinto tema consecutivo dela a entrar no top cinco da Billboard Hot 100, enquanto alcançou o topo na tabela Hot Dance Club Play. Em 23 de julho de 1985, "Into the Groove" tornou-se o quarto single; esta música não foi inicialmente incluída no álbum, mas posteriormente foi adicionada a edições internacionais. A canção foi apreciada por críticos contemporâneos, bem como autores, que frequentemente a chamavam de "o primeiro grande lançamento de Madonna". Foi um sucesso comercial, alcançando o topo das paradas da Austrália, Espanha, Itália e Reino Unido onde neste último converteu-se no terceiro single mais vendido de 1985. Em alguns países, como Austrália e Estados Unidos, foi liberada apenas como Lado B no maxi single de "Angel", tornando-a inelegível para entrar na Billboard Hot 100; mesmo assim, conseguiu alcançar a primeira posição do Hot Dance Club Play. "Dress You Up" foi lançado como o quinto e último single de Like a Virgin em 24 de julho de 1985. Os críticos teceram a canção revisões positivas por sua natureza dance-pop. Sua recepção comercial foi positiva e se tornou o sexto tema consecutivo de Madonna a atingir o top cinco na Billboard Hot 100. Também entrou nas cinco primeiras posições na Austrália e Reino Unido. Na Itália, "Over and Over" foi lançado de forma promocional em novembro de 1985 e alcançou o número 49 na parada oficial. "Love Don't Live Here Anymore" foi lançado promocionalmente em março de 1986 apenas no Japão.

### Apresentações ao vivo
Em 14 de setembro de 1984, Madonna apresentou o primeiro single do álbum, "Like a Virgin", ao vivo na primeira edição dos MTV Video Music Awards, onde apareceu no palco em cima de um bolo de casamento gigante usando um vestido de noiva, cinto "Boy Toy" e um véu. O ponto alto da apresentação, veio quando a cantora começou a rolar pelo palco enquanto fazia movimentos sexualmente sugestivos. Tal é considerada uma das mais icônicas e renomadas da história da MTV. O jornal espanhol El País afirmou que Madonna "não seria ninguém se em 1984 não tivesse aparecido nos MTV Video Music Awards cantando 'Like a Virgin'". A mesma canção foi apresentada no programa de televisão Top of the Pops, da BBC One, em 13 de dezembro do mesmo ano. Dezoito anos depois, essa apresentação foi eleita a segunda melhor da história da atração. Finalmente, em 13 de julho de 1985, ele cantou "Into the Groove" durante o show beneficente Live Aid.

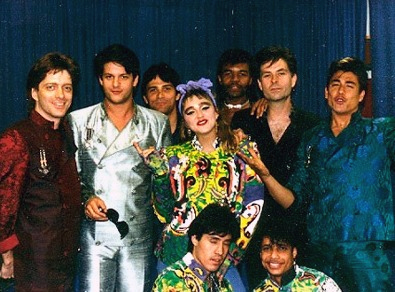
Madonna e sua banda em 1985, durante a The Virgin Tour de 1985.

Para promover ainda mais o trabalho, Madonna embarcou na The Virgin Tour, sua primeira turnê, com a qual ela só visitou cidades dos Estados Unidos e Toronto, no Canadá. No início havia planos para agendar datas na Inglaterra e no Japão devido ao grande número de fãs em ambos os países. No entanto, a programação final não refletiu essa ideia, em vez disso, mais datas nos EUA foram adicionadas, mudando para arenas esportivas e casas de espetáculos maiores devido a alta demanda. As apresentações da artista durante a turnê foram descritas por Taraborrelli como "cheias de emoção". O repertório incluiu músicas de seu álbum de estreia e Like a Virgin, e em um ponto durante o espetáculo ela perguntava ao público; "Você quer casar comigo?". O figurino da digressão incluía jaquetas coloridas estilo new wave para a apresentação de "Holiday" e um vestido de noiva branco como no videoclipe de "Like a Virgin". Referindo-se às suas raízes de Detroit e ao artista contemporâneo Michael Jackson, durante a interpretação de "Like a Virgin", ela cantava um trecho de "Billie Jean" (1983). Em última análise, a digressão arrecadou 5 milhões de dólares, com a Billboard relatando um total de 3,3 milhões de dólares. Alguns escritores acharam claro que a excursão mostrou que "[Madonna] era uma verdadeira estrela pop no processo de se tornar um ícone cultural", da mesma forma, Shari Benstock e Suzanne Ferriss, autores do livro On Fashion, afirmaram que a "estabeleceu como a figura mais ardente da música pop". Durante uma entrevista em 2009 para a revista Rolling Stone, o jornalista Austin Scaggs perguntou à intérprete sobre seus sentimentos e emoções durante a turnê, já que era a primeira vez que ela se apresentava em estádios; a cantora respondeu:

"Essa turnê foi uma loucura, porque eu passei de cantar em pequenos locais como CBGB e Mudd Club para me apresentar em estádios esportivos. Eu me apresentei em um pequeno teatro em Seattle e as meninas usavam saias escolares, meias abaixo dos joelhos, luvas de renda, rosários, laços no cabelo e brincos grandes. Eu estava tipo, "Isso é loucura!" Depois de Seattle, todos os meus concertos foram transferidos para estádios".

### Compilação de vídeos
Para continuar a promover o álbum, a gravadora Sire, em associação com a Warner Music Video, lançou uma compilação em vídeo intitulada Madonna, que também serviu de promoção para seu disco anterior (1983). Foi o primeiro lançamento da cantora neste formato e ganhou o prêmio de Videocassete Mais Comercializado Distribuído como Videoclipe pela Music Business Association. Também liderou a parada de videocassetes da Billboard no período de 13 de abril a 9 de novembro de 1985. Jim MacCullaugh, da revista, atribuiu as fortes vendas do vídeo ao sucesso de Like a Virgin e a The Virgin Tour. No final do ano, a compilação atingiu o pico na parada, tornando a intérprete a artista de maior sucesso da época. Anunciado pela Warner Music Video como "uma visão de Madonna", continha os videoclipes dos singles "Burning Up" e "Borderline", o então recém-lançado "Like a Virgin", e um remix estendido de "Lucky Star". Esses vídeos foram republicados como parte da compilação The Immaculate Collection (1990), com essas alterações corrigidas. O material foi divulgado em uma festa ocorrida em 9 de fevereiro de 1985 no clube Cabaret Metro, na cidade de Chicago. Apelidado de The Virgin Party, o evento atraiu mais de mil pessoas e foram promovidos LPs, cassetes e CDs de Madonna. Os participantes foram incentivados a usar branco e, por uma taxa de 5 dólares, puderam ver o VHS da compilação e o vídeo de seu próximo single, "Material Girl". Foi organizado para promover videoclipes que, na época, não tinham um grande mercado.

## Impacto e legado
Uma mulher no controle de sua vida sexual e carreira era uma ideia tão nova que Madonna se tornou o maior sucesso do pop e da cultura popular em anos. E ela permaneceu assim: sua influência na forma como as mulheres passaram a ver o sexo, o amor e elas mesmas foram tão grandes que algumas universidades ofereceram cursos de estudos sobre Madonna. E ela também prosseguiu lançando alguns dos singles mais impactantes do pop.

—Caroline Sullivan, do The Guardian, comentando sobre o impacto de Like a Virgin.
Em matéria para o The New York Times após o lançamento de Like a Virgin, o jornalista Stephen Holden comentou: "Nenhum fenômeno ilustra mais criticamente o quanto a música pop parece estar correndo em ciclos do que o sucesso inesperado da sirene pop de 24 anos conhecida como Madonna. Um mês antes do natal, o segundo álbum dela, Like a Virgin, vendeu mais de dois milhões de cópias. Adolescentes estavam se enfileirando nas lojas para comprá-lo assim como seus pais se enfileiraram para comprar os álbuns dos Beatles no final dos anos 1960". Madonna provou não ser uma cantora de apenas um sucesso com o lançamento do disco, que vendeu 12 milhões de cópias mundialmente na época de seu lançamento. Andrew Unterberger, da Billboard, posicionou-o na nona colocação entre os melhores álbuns certificados de diamante nos Estados Unidos, escrevendo que "as ambições musicais e conceituas de Madonna viriam a crescer a partir daqui". Michael Roffman, do portal Consequence of Sound, o considerou o segundo melhor álbum segundanista de um artista, definindo-o como o projeto que "esculpiu o trono [...] que seria de Madonna para sempre: o de rainha do pop. De sua capa provocante às suas letras polêmicas, o disco rapidamente tornou-se um tornado sem precedentes, rasgando as normas e os valores sociais conservadores com desenvoltura, conforme a música transformava-se numa revolução [...] tornando Madonna mais uma autora pop que reescreveu as regras do jogo".
Taraborrelli sentiu que "Like a Virgin é realmente um retrato dos instintos pop misteriosos de Madonna, empoderados por seu zelo impaciente por crescimento artístico e seu dom inato de criar um bom disco". Ele acrescentou que o sucesso da obra esclareceu qual era a personalidade verdadeira da artista: "Ela era uma rainha da dança urbana com o encanto sensual de Marilyn Monroe, a frieza tímida de Marlene Dietrich e a fluência incisiva e protetora de uma Mae West moderna". Embora o trabalho tenha recebido críticas mistas, o autor acreditou que o "simples fato de que na época de seu lançamento muitas pessoas não conseguirem resistir a comentar sobre ele era um testamento à crescente e contínua fascinação em Madonna [...] Cada artista importante tem pelo menos um disco em sua carreira cujo sucesso crítico e comercial se torna seu momento mágico; para Madonna, Like a Virgin foi apenas um grande momento de consolidação". Chris Smith, autor de 101 Albums That Changed Popular Music, considerou que foi com este projeto que ela conseguiu ser o centro das atenções. A cantora afirmou sua sexualidade de uma maneira que, até então, apenas os músicos de rock haviam feito anteriormente, indo bem além dos limites de ser uma artista pop, para se tornar um ponto de discussões nacionais sobre relações de poder nas áreas de sexo, raça, gênero, religião e outros assuntos sociais divisivos. Suas canções tornaram-se centro tanto de críticas por conservadores quanto de imitações pela população feminina mais jovem. "Like a Virgin" foi a primeira canção da artista a atrair atenção de organizações familiares, que reclamavam que sua letra e vídeo promoviam o sexo antes do casamento e enfraqueciam os valores familiares, oferecendo uma imagem desagradável de Madonna como uma meretriz. Moralistas indignados a condenaram como uma prostituta e tentaram bani-la. Eles ficaram furiosos por ela retratar o vestido de casamento em um contexto sexual. Enquanto uma parcela da população estava indignada com o ato, a outra estava se alegrando com a noção da artista ser virgem, que retrucou dizendo:
| “ | Eu fiquei surpresa em como as pessoas reagiram à 'Like a Virgin' porque quando eu fiz aquela música, para mim, eu estava cantando sobre como algo me deixava de uma certa maneira — nova em folha e fresca — e todos interpretaram isso como se eu não quisesse ser mais virgem. [...] Não é sobre isso que eu cantava. 'Like a Virgin' sempre foi absolutamente ambígua. | ” |

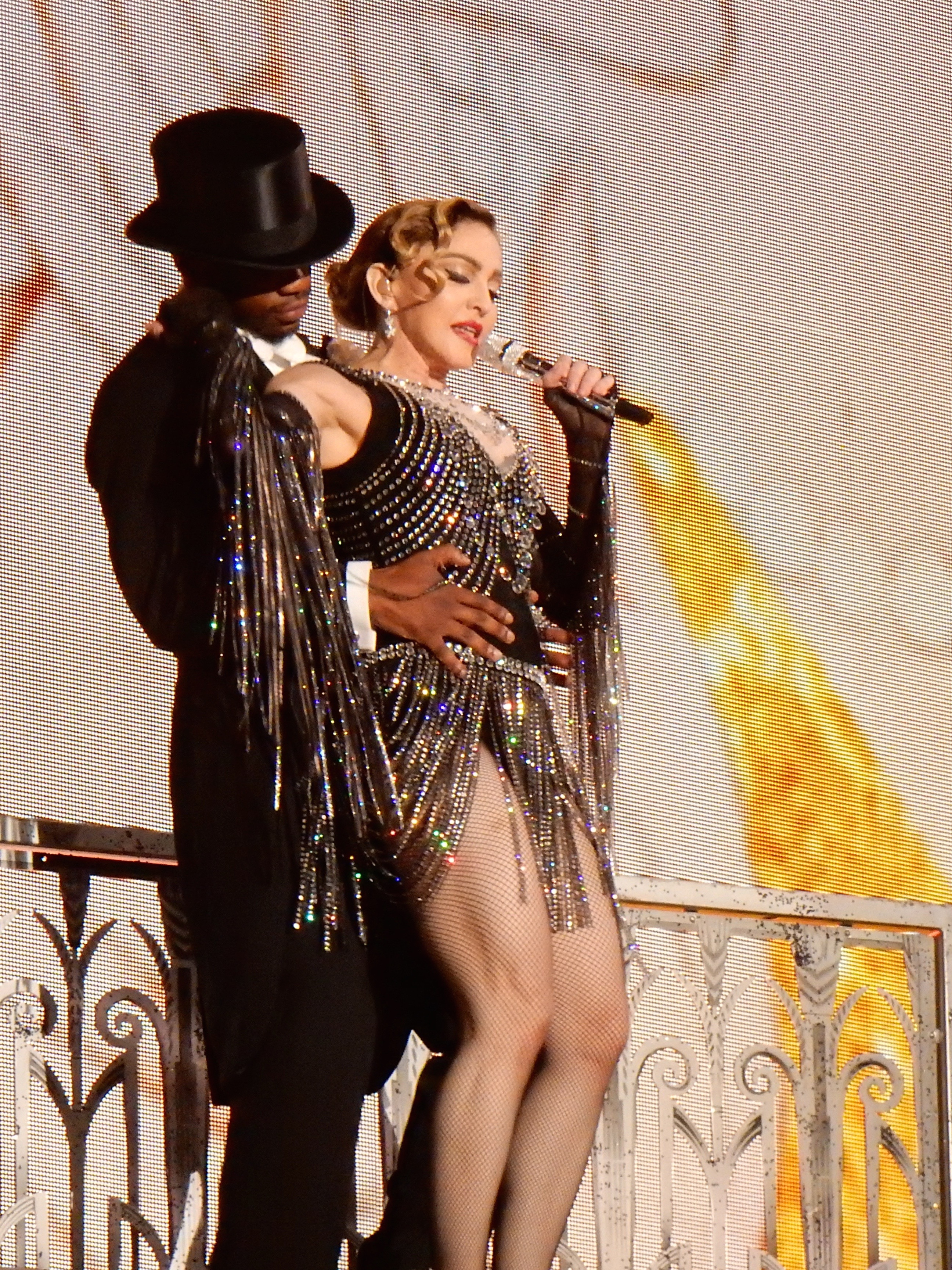
Madonna ao lado de um de seus bailarinos, enquanto canta "Material Girl" durante um dos shows da Rebel Heart Tour (2015-16). A mídia a batizou de "garota material" por causa dessa música e com base nisso, ela afirmou em outra ocasião que quase se arrependeu de tê-la gravado.

A influência de "Like a Virgin" foi mais profunda na geração mais nova. A personalidade pública de Madonna como uma mulher indomável, sexualmente desenvergonhada e supremamente confiante atingiu-os profundamente. O biógrafo Andrew Morton notou que a maior parte do público da cantora era mulheres, que nasceram e cresceram com uma imagem e esteriótipos antiquados que deveriam se casar virgem, ou como prostitutas, ou com valores feministas que rejeitavam o uso de roupas de uma mulher para seu próprio avanço. William McKeen, autor de Rock and roll is here to stay: an anthology, comentou que, com a canção, Madonna misturou essas ideias de feminilidade da classe média com exemplos do que a feminilidade significava para ela, que era ter oportunidades iguais. Ela ofereceu uma sexualidade agressiva que implicou que era aceitável para mulheres não apenas iniciarem relações, como também aproveitá-las. Da mesma forma, Leo Tassoni afirmou que ela "fez sucesso entre as adolescentes, porque transmitiu uma mensagem diferente aos pais; "as mulheres que queriam ter sucesso e para isso procuravam seguir as orientações do comportamento masculino, viam em Madonna um modelo diferente do qual gostavam mais: o de uma mulher sensual que se vestia de forma muito feminina e alcançava sucesso e poder". Paloma Herce, da revista de moda Harper's Bazaar, comentou que "Like a Virgin  iniciou uma nova década em todos os aspectos sociais, não apenas no campo cultural. As adolescentes a imitavam, ela criou um novo ícone na indústria musical e se tornou, por mérito próprio, a primeira estrela pop feminina". Uma nova palavra chamada "Madonna wannabe" foi introduzida para descrever as milhares de garotas que tentavam imitar o estilo dela. Em certo ponto, a Macy's transformou um piso inteiro especialmente para a venda de roupas estilizadas de acordo com os seus figurinos.
Madonna declarou que "Material Girl" é a canção que mais se arrepende de ter gravado e que, se soubesse do rótulo que seria lhe dado por décadas, provavelmente nunca a teria gravado. Refletindo sobre a faixa, a intérprete disse para Taraborrelli: "Não posso desdenhar completamente da canção e do vídeo, porque com certeza foram importantes para minha carreira. Mas há também a mídia, que ficou com apenas uma frase e interpretou tudo mal, por sua vez. Eu não escrevi a música, e o vídeo era sobre como a garota rejeitou diamantes e dinheiro. Mas a sutil ironia deve ser compreendida, pelo amor de Deus. Então, quando eu tiver 90 anos, ainda serei a Material Girl. Acho que não é tão ruim. Lana Turner foi a Sweater Girl até o dia que morreu". Guilbert comentou que o termo "material girl" designou um certo tipo de mulher liberta, assim desviando-se de sua cunhagem original que significava uma mulher que era tangível e acessível. O autor Nicholas Cook disse que o significado e o impacto de "Material Girl" não era mais circunscrito pelo vídeo, e sim pela canção. Sua influência seria vista mais tarde na oposição entre diversos grupos, como mulheres contra homens, homossexuais contra heterossexuais e professores contra adolescentes. Em 1993, uma conferência foi realizada na Universidade da Califórnia, em Santa Barbara, com o tópico Madonna: Feminist Icon or Material Girl?. A conferência centrou-se na dualidade da artista, vista como um ícone feminista e, ao mesmo tempo, como uma garota materialista e deduziu-se que não foi fácil decidir qual das duas se aplicava a ela. Algumas feministas presentes saíram do local dizendo que não conseguiram formar opinião.
"Dress You Up" foi alvo de grande atenção da mídia, quando foi incluída na lista "Filthy Fifteen" do comitê americano Parents Music Resource Center (PMRC), devido ao percebido teor sexual de suas letras. Mary "Tiiper" Gore, fundadora da organização, encontrou sua filha ouvindo-a, e considerou que linha "Vou vesti-lo no meu amor" a tornava um exemplo de música vulgar. O PMRC pediu à Recording Industry Association of America (RIAA) maneiras de os pais identificarem discos não recomendáveis para menores — um sistema de classificação baseado no conteúdo das letras. A canção recebeu da RIAA uma avaliação de "S", para "sexo e obscenidade". Gore comentou sobre a faixa: "A cultura popular está moralmente falida, flagrantemente sem vergonha e totalmente materialista — e Madonna é a maior representante". No final, a campanha do PMRC foi um sucesso e levou à criação do selo Parental Advisory, implementado em 1990. Em 2023, a Biblioteca do Congresso adicionou Like a Virgin ao Registro Nacional de Gravações para preservação nos Estados Unidos, por ser uma gravação "cultural, histórica ou esteticamente significativa".

## Alinhamento de faixas
Todas as canções produzidas por Nile Rodgers, exceto "Into the Groove", produzida por Madonna e Stephen Bray.
| Like a Virgin – Edição Padrão |                                                           |                                |         |  |
| N.º                           | Título                                                    | Compositor(es)                 | Duração |  |
| 1.                            | "Material Girl"                                           | Peter Brown Robert Rans        | 4:01    |  |
| 2.                            | "Angel"                                                   | Madonna Stephen Bray           | 3:56    |  |
| 3.                            | "Like a Virgin"                                           | Tom Kelly William Steinberg    | 3:38    |  |
| 4.                            | "Over and Over"                                           | Madonna Bray                   | 4:12    |  |
| 5.                            | "Love Don't Live Here Anymore" (regravação de Rose Royce) | Miles Gregory                  | 4:47    |  |
| 6.                            | "Dress You Up"                                            | Andrea LaRusso Peggy Stanziale | 4:01    |  |
| 7.                            | "Shoo-Bee-Doo"                                            | Madonna                        | 5:16    |  |
| 8.                            | "Pretender"                                               | Madonna Bray                   | 4:30    |  |
| 9.                            | "Stay"                                                    | Madonna Bray                   | 4:07    |  |
| Duração total:                | Duração total:                                            | Duração total:                 | 38:34   |  |

| Like a Virgin – Reedição (2001) |                                        |                 |         |  |
| N.º                             | Título                                 | Compositor(es)  | Duração |  |
| 10.                             | "Like a Virgin" (extended dance remix) | Kelly Steinberg | 6:08    |  |
| 11.                             | "Material Girl" (extended dance remix) | Brown Rans      | 6:07    |  |
| Duração total:                  | Duração total:                         | Duração total:  | 50:53   |  |

| Like a Virgin – Reedição internacional (1985) |                   |                   |         |  |
| N.º                                           | Título            | Compositor(es)    | Duração |  |
| 6.                                            | "Into the Groove" | Madonna Bray      | 4:44    |  |
| 7.                                            | "Dress You Up"    | LaRusso Stanziale | 4:01    |  |
| 8.                                            | "Shoo-Bee-Doo"    | Madonna           | 5:16    |  |
| 9.                                            | "Pretender"       | Madonna Bray      | 4:30    |  |
| 10.                                           | "Stay"            | Madonna Bray      | 4:07    |  |
| Duração total:                                | Duração total:    | Duração total:    | 43:10   |  |

## Créditos
Lista-se abaixo os profissionais envolvidos na elaboração de Like a Virgin, de acordo com o encarte do álbum:
Equipe
| - Madonna: vocais principais (todas as faixas), vocais de fundo (faixas 1, 2 & 7) - Bernard Edwards: baixo (faixas 1, 3, 5 & 7) - Brenda King: vocais de fundo (faixas 7) - Curtis King: vocais de fundo (faixas 1, 2 & 4–9) - Lenny Pickett: saxofone (faixa 7) - Nile Rodgers: guitarra (faixas 1–4 & 6–9), synclavier (faixas 1 & 9), roland juno 60 (1), violão (5), arranjo de cordas (5), condutor de cordas (5) - Robert Sabino: sintetizador (faixas 2–9), sintetizador de baixo (2–6, 8 & 9), piano acústico (7) - Nathaniel S. Hardy Jr.: sintetizador (faixas 1 & 5) - Frank Simms: vocais de fundo (faixas 1, 2 & 4–9) - George Simms: vocais de fundo (faixas 1, 2 & 4–9) - Tony Thompson: bateria (faixas 1, 3, 5 & 7) Design - Jeri McManus: direção de arte, design - Jeffrey Kent Ayer: direção de arte, design - Steven Meisel: fotografia - Maripol: estilista | Produção - Madonna: produção ("Into the Groove") - Stephen Bray: produção ("Into the Groove") - Nile Rodgers: produção (todas as faixas exceto "Into the Groove") - Jason Corsaro: engenheiro de gravação (todas as faixas), mixagem de áudio (todas as faixas) - Budd Tunick: gerente de produção - Bob Ludwig: masterização de áudio - Jimmy Bralower: programação de bateria (faixas 2, 4, 6, 8 & 9) Companhia de Gravação - Sire Records (1984, 1985) - Warner Bros. Records (todos os lançamentos) (2001) - WEA International (todas as faixas) |

## Desempenho comercial
Like a Virgin foi gravado e finalizado em setembro de 1984, mas o lançamento do álbum foi adiado, para grande frustração de Madonna, devido as vendas contínuas de seu álbum de estreia, que naquela altura se aproximavam de dois milhões de cópias nos Estados Unidos. Like a Virgin estreou no número 70 na edição da Billboard 200 emitida em 1 de dezembro de 1984. No dia 8 seguinte, alcançou os dez primeiros lugares da parada, e depois de um mês alcançou o topo do gráfico, em 9 de fevereiro de 1985, onde permaneceu por três semanas. O registro também alcançou o número dez como pico na Top R&B/Hip-Hop Albums. Em julho de 1985, Like a Virgin se tornou o primeiro disco de uma artista feminina a ser certificado cinco vezes platina pela Recording Industry Association of America (RIAA). Mais tarde, a certificação foi atualizada para diamante (10x platina), denotando uma distribuição superior a dez milhões de exempláres, o que o torna, de acordo com a RIAA, um dos álbuns mais vendidos na história da indústria fonográfica estadunidense. Finalizou 1985, como o terceiro disco com melhores resultados na Billboard 200, fazendo de Madonna a principal artista pop do ano.
Após o advento da Nielsen SoundScan, em 1991, o álbum vendeu mais 574 mil cópias. Enquanto em clubes de música da BMG, que não são contabilizados pela SoundScan, comercializou 882 mil unidades adicionais. No Canadá, fez sua estreia no 78.º emprego da tabela de discos publicada pela RPM, em 10 de novembro de 1984. Atingiu o pico de número três, em 16 de fevereiro de 1985. Constou por um total de 74 semanas na parada, e concluiu o ano como o 6.º mais bem sucedido no gráfico. A Canadian Recording Industry Association (CRIA) o certificou como diamante pela pela remessa de um milhão de cópias na região. Na Argentina, chegou a marca de mais de 160 mil unidades até 1992. No Brasil, o registro debutou em 9 de dezembro de 1985 no 8.º posto da parada de álbuns monitorada pelo Nelson Oliveira Pesquisa e Estudo de Mercado (NOPEM) e divulgada pelo Jornal do Brasil. Veio a obter a segunda como melhor posição em 12 de janeiro do ano seguinte. De acordo com o mesmo instituto, o disco foi o 5.º mais comprado no país em 1986 e, conforme publicado pelo Jornal do Brasil, mais de 715 mil réplicas foram adquiridas até 1993.
No Reino Unido, Like a Virgin estreou na 27.ª colocação na UK Singles Chart, em 12 de janeiro de 1985. No entanto, oscilou na parada pelos próximos oito meses e, foi somente em setembro que, finalmente alcançou o topo do gráfico. Ele passou duas semanas alternativas nessa posição (21 de setembro e 12 de outubro de 1985), e um total de 152 edições na tabela. Recebeu três vezes o certificado de platina através da British Phonographic Industry (BPI) e já vendeu mais de um milhão de cópias lá. Na França, debutou no quinto posto em 6 de outubro de 1985, permanecendo lá por oito semanas, depois de iniciar um movimento decrescente. Duas certificações de platina foram emitidas pelo Syndicat National de l'Édition Phonographique (SNEP) devido a distribuição de 600 mil réplicas. Ao redor da Europa, Like a Virgin alcançou o comando das tabelas na Alemanha, Espanha e Países Baixos, enquanto estabeleceu um pico entre os cinco primeiros na Áustria, Suécia e Suíça. Também se tornou o primeiro trabalho número um de Madonna no European Top 100 Albums, feito alcançado em 23 de novembro de 1985, por duas atualizações, e vendendo mais de 2 milhões de cópias em todo o continente até o final de 1985. Alcançou a vice-liderança na parada australiana Kent Music Report, sendo reconhecido como sete vezes platina pela Australian Recording Industry Association (ARIA) em reconhecimento às 490 mil cópias distribuídas. Posicionou-se no topo da parada de discos da Nova Zelândia e foi certificado cinco vezes platina pela Recorded Music NZ (RIANZ) pelo excedente de 75 mil réplicas. Em sua totalidade, foram compradas mais de 21 milhões de réplicas de Like a Virgin, em todo o globo até agosto de 2008, o que o converte em um dos álbuns mais adquiridos de Madonna e um dos mais vendidos de todos os tempos.
| País — Tabela musical (1984–2006)       | Posição de pico |
| --------------------------------------- | --------------- |
| Alemanha (GfK Entertainment Charts)     | 1               |
| Austrália (ARIA Charts)                 | 2               |
| Áustria (Ö3 Austria Top 40)             | 3               |
| Brasil (NOPEM)                          | 2               |
| Canadá (RPM Albums Chart)               | 3               |
| Dinamarca (Hitlisten)                   | 22              |
| Europa (European Top 100 Albums)        | 14              |
| Espanha (PROMUSICAE)                    | 1               |
| Estados Unidos (Billboard 200)          | 1               |
| Estados Unidos (Top R&B/Hip-Hop Albums) | 10              |
| Europa (European Top 100 Albums)        | 1               |
| Finlândia (IFPI Finlândia)              | 8               |
| França (SNEP)                           | 5               |
| Islândia (Tónlist)                      | 2               |
| Itália (Musica e dischi)                | 1               |
| Japão (Oricon)                          | 2               |
| Noruega (VG-lista)                      | 6               |
| Nova Zelândia (Recorded Music NZ)       | 1               |
| Países Baixos (MegaCharts)              | 1               |
| Reino Unido (UK Albums Chart)           | 1               |
| Suécia (Sverigetopplistan)              | 3               |
| Suíça (Schweizer Hitparade)             | 3               |

| País — Tabela musical (1980–1989)         | Posição |
| ----------------------------------------- | ------- |
| Austrália (Kent Music Report)             | 18      |
| País — Tabela musical (1958–2018)         | Posição |
| Estados Unidos (Billboard 200) (Mulheres) | 65      |

| País — Tabela musical (1985)            | Posição |
| --------------------------------------- | ------- |
| Alemanha (GfK Entertainment Charts)     | 4       |
| Áustria (Ö3 Austria Top 40)             | 9       |
| Canadá (RPM Albums Chart)               | 6       |
| Espanha (PROMUSICAE)                    | 4       |
| Estados Unidos (Billboard 200)          | 3       |
| Estados Unidos (Top R&B/Hip-Hop Albums) | 30      |
| Europa (European Top 100 Albums)        | 3       |
| França (SNEP)                           | 8       |
| Itália (Musica e dischi)                | 7       |
| Japão (Oricon)                          | 8       |
| Nova Zelândia (Recorded Music NZ)       | 2       |
| Noruega (VG-lista)                      | 18      |
| Países Baixos (MegaCharts)              | 2       |
| Reino Unido (UK Albums Chart)           | 3       |
| Suécia (Schweizer Hitparade)            | 8       |
| País — Tabela musical (1986)            | Posição |
| Brasil (NOPEM)                          | 5       |
| Europa (European Top 100 Albums)        | 11      |
| Estados Unidos (Billboard 200)          | 52      |
| Países Baixos (Dutch Charts)            | 11      |

| Região                                                                                             | Certificação | Vendas      |
| -------------------------------------------------------------------------------------------------- | ------------ | ----------- |
| Alemanha (BVMI)                                                                                    | 3× Ouro      | 750 000^    |
| Austrália (ARIA)                                                                                   | 7× Platina   | 490 000^    |
| Bélgica (BEA)                                                                                      | Platina      | 75 000      |
| Canadá (Music Canada)                                                                              | Diamante     | 1 000 000^  |
| Espanha (PROMUSICAE)                                                                               | Platina      | 100 000^    |
| Estados Unidos (RIAA)                                                                              | 10× Platina  | 10 000 000^ |
| Finlândia (Musiikkituottajat)                                                                      | Ouro         | 35 398^     |
| França (SNEP)                                                                                      | 2× Platina   | 680 000*    |
| Hong Kong (IFPI Hong Kong)                                                                         | Platina      | 20 000^     |
| Itália (FIMI)                                                                                      | 2× Platina   | 1 000 000   |
| Japão (RIAJ)                                                                                       | Ouro         | 935 430     |
| Nova Zelândia (RIANZ)                                                                              | 5× Platina   | 75 000*     |
| Reino Unido (BPI)                                                                                  | 3× Platina   | 1 000 000   |
| Suíça (IFPI Suíça)                                                                                 | 2× Platina   | 100 000^    |
| Resumos                                                                                            |              |             |
| América Latina até 1986                                                                            | —            | 750 000     |
| Europa até dezembro de 1985                                                                        | —            | 2 000 000   |
| Mundo                                                                                              | —            | 21 000 000  |
| *números de vendas baseados somente na certificação ^distribuições baseadas apenas na certificação |              |             |